# Thierstein (Baviera)
Thierstein é um município da Alemanha, situado no distrito de Wunsiedel, no estado da Baviera. Tem 12,93 km² de área, e sua população em 2019 foi estimada em 1.162 habitantes.